# 魏庄乡
魏庄乡是中国山东省临沂市平邑县下辖的一个乡。

## 行政区划
魏庄乡下辖小魏庄村、大魏庄村、水泉沟村、花峪庄村、东故县村、西故县村、石家庄村、苍山村、南峪村、虎窝村、东明村、武城村、张庄村、苗庄村、西湖村、东大泉村、印荷庄村。